# Deinarchos
Deinarchos (griechisch Δείναρχος Deínarchos, latinisiert Dinarchus; * um 361 v. Chr. in Korinth; † nach 292 v. Chr.) war der letzte der zehn Attischen Redner.
Der in Korinth als Sohn des Sostratos geborene Deinarchos kam in jungen Jahren nach Athen und war dort Schüler des Theophrastos von Eresos. Er konnte als Fremder (Metöke) nicht selbst als Redner auftreten, sondern schrieb Reden, die andere vortrugen. Seine Blütezeit war während der Herrschaft des Demetrios von Phaleron. Nach Demetrios’ Vertreibung als Freund der makedonischen Herrschaft bedroht, begab Deinarchos sich 307 v. Chr. nach Chalkis auf Euböa und kehrte erst 292 v. Chr. nach Athen zurück, wo er, halb erblindet und von einem Freund um sein Vermögen gebracht, über 70 Jahre alt wurde.
Von seinen zahlreichen Reden (mindestens 58) haben sich nur drei, 323 v. Chr. für den Harpalos-Prozess geschriebene, erhalten, darunter eine gegen Demosthenes.
Nach dem Urteil antiker Kritiker zeigten seine Reden keinen individuellen Charakter, sondern er ahmte vor allem Lysias, Hypereides und Demosthenes nach.